# Колдунья (фильм, 1916)
«Колдунья» (1916) — немой художественный фильм Евгения Бауэра. Вышел на экраны 6 декабря 1916 года. Фильм не сохранился.

## Сюжет
Описание сюжета приведено в журналах «Вестник кинематографии» и «Проектор».
Среди лесов на высокой горе стоит старый замок. Ходит слух, что замок был когда-то проклят и его владелица является колдуньей.
Мария Турская верила в этот слух и рассказывала об этом своему жениху Владиславу, брату графского лесничего Казимира Тыснянского. Владиславу это суеверие показалось смешным. Он решил отправиться в замок и переночевать там, чтобы развенчать нелепый слух.
Между тем, в замок после долгого отсутствия вернулась графиня. Случайно подслушав слова Владислава, она решила подшутить над ним. Приняв вид статуи, она взяла кольцо из рук Владислава. Владислав шокирован и надолго заболел.
Казимир узнал о возвращении графини. Он понял, что виновницей случившегося с Владиславом была она. Он решил, что графиня действительно является колдуньей и хочет погубить брата.
Казимир перехватывает записку, в которой графиня назначает новую встречу и обещает Владиславу вернуть кольцо. Ночью он отправляется в лесную сторожку. Лесничий связывает графиню, и она погибает в пламени пожара.

## Критика
Давая оценку «Колдунье», рецензент журнала «Проектор», указал на влияние популярного в то время итальянского фильма «Огонь»: «В ней есть, кроме того, огонёк и в переносном смысле — искра вдохновения, удачного экранного творчества…». При этом рецензент считал, что финальная сцена «посталена с излишним реализмом и составляет грубый контраст со всеми предыдущими сценами, которые носят скорее лирический характер».
Историк кино Вениамин Вишневский оценил фильм как «заслуживающую внимания драму с интересным сюжетом, удачной постановкой и хорошим актёрским ансамблем».

## Актёры
- Эмма Бауэр — графиня Джевульская, «колдунья»
- Иван Перестиани — Казимир Тыснянский, графский лесничий
- Витольд Полонский — Владислав, брат Казимира
- Лидия Рындина — Мария Турская, невеста Казимира
- Александр Херувимов — отец Марии

## Съёмочная группа
- Режиссёр: Евгений Бауэр
- Оператор: Борис Завелев
- Продюсер: Александр Ханжонков